# سست (افغانستان)
سست (به لاتین: Sost) یک منطقهٔ مسکونی در افغانستان است که در ولایت بدخشان واقع شده‌است.